# Partit per Catalunya (1996-2001)
|  | Aquest article tracta sobre un partit polític de la Catalunya Nord. Vegeu-ne altres significats a «Partit per Catalunya». |

El Partit per Catalunya fou un partit polític de la Catalunya Nord de caràcter nacionalista creat l'any 1996 arran de l'escissió d'ERC protagonitzada al sud per Àngel Colom i Pilar Rahola que crearen el Partit per la Independència. La major part dels militants de la federació regional de Catalunya del Nord seguiren els passos d'Àngel Colom i crearen aquest nou partit. Entre els dirigents més destacats del PPC hi hagué Jordi Vera, Alexandre Pano i Eric Forcada. El 2001 el Partit per Catalunya deixà d'actuar i s'integrà juntament amb bona part dels militants d'Unitat Catalana al Bloc Català.